# Ahmed Hamidi
Pour les articles homonymes, voir Hamidi.
Ahmed Hamidi est un scénariste français, notamment connu pour être l'un des auteurs des Guignols de l'info de 2000 à décembre 2008.

## Biographie
Né en 1972, Ahmed Hamidi grandit à La Castellane, un quartier nord de la ville de Marseille.
De janvier à mars 2009, il dirige l'équipe des auteurs de l'émission humoristique présentée par Virginie Efira sur Canal+, Canal Presque, qui révèle être un échec.
Il coscénarise le premier long-métrage Le Grand Bain réalisé par Gilles Lellouche et sorti en 2018.
Il est metteur en scène du one-man-show de Jules-Édouard Moustic (de l'équipe du Groland) Moustic en gros en 2008, ainsi que des deux one-man-shows de Redouanne Harjane Redouanne à la Cigale et Redouanne est Harjane.
Il a un frère, Mohamed Hamidi, réalisateur et metteur en scène, et il est également apparenté a William Hamidi, cofondateur de la société de production Solidaris[réf. nécessaire].
En 2022, il réalise son premier court-métrage inspiré de Laurel et Hardy intitulé Le Médecin imaginaire, avec Alban Ivanov, Fatsah Bouyahmed, Clotilde Courau, Smaïn et Booder,,. Le film sort en 27 avril 2022.
En 2024, il coréalise avec Martin Fougerol le film Golo & Ritchie, un documentaire sur les deux célébrités éponymes des réseaux sociaux. Le film sort en août de la même année.

## Nominations
- César 2019 : nomination au César du meilleur scénario original avec Gilles Lellouche et Julien Lambroschini pour Le Grand Bain de Gilles Lellouche

## Filmographie

### Réalisateur scénariste
- 2022 : Le Médecin imaginaire
- 2024 : Golo et Ritchie, coréalisé avec Martin Fougerol

### Scénariste
- 2013 : La Marche de Nabil Ben Yadir
- 2015 : Pourquoi j'ai pas mangé mon père de Jamel Debbouze
- 2018 : Le Grand Bain de Gilles Lellouche